# Тором (село)
Тором — село в Тугуро-Чумиканском районе Хабаровского края. Административный центр и единственный населённый пункт сельского поселения «Село Тором». Основано в 1932 году.

## География
Село находится на правом берегу реки Тором, на расстоянии 22 км к юго-востоку от села Чумикан, административного центра района.

## Население
| 1926 | 1992 | 2002 | 2003 | 2004 | 2005 | 2006 |
| ---- | ---- | ---- | ---- | ---- | ---- | ---- |
| 18   | ↗219 | ↘164 | ↗168 | ↘166 | ↘152 | →152 |
| 2007 | 2010 | 2011 | 2012 | 2013 | 2014 | 2015 |
| ↗156 | ↘127 | ↘126 | ↘119 | →119 | ↗129 | ↗130 |
| 2016 | 2017 | 2018 | 2019 | 2020 | 2021 |      |
| ↘126 | ↗129 | ↘128 | →128 | →128 | ↘45  |      |

## Улицы
В селе имеется одна улица — Центральная.

## Инфраструктура
В селе действуют бригада оленеводческого предприятия «Чуттан», участок коопзверпромхоза, метеостанция, отделение связи, фельдшерско-акушерский пункт, начальная школа, детсад-ясли, библиотека, клуб, сельская администрация.